# Brezova Kosa
Brezova Kosa är ett samhälle i Bosnien och Hercegovina.   Det ligger i entiteten Federationen Bosnien och Hercegovina, i den nordvästra delen av landet, 230 km nordväst om huvudstaden Sarajevo. Brezova Kosa ligger 438 meter över havet och antalet invånare är 847.
Terrängen runt Brezova Kosa är platt åt sydväst, men åt nordost är den kuperad. Brezova Kosa ligger uppe på en höjd. Runt Brezova Kosa är det ganska tätbefolkat, med 93 invånare per kvadratkilometer.. Närmaste större samhälle är Cazin, 5,1 km söder om Brezova Kosa. 
Omgivningarna runt Brezova Kosa är en mosaik av jordbruksmark och naturlig växtlighet.